# ناني جالي
ناني جالي (بالإيطالية: Nanni Galli)‏ مواليد 2 أكتوبر 1940 في بولونيا، هو سائق فورملا 1 إيطالي سابق كان قد بدأ مسيرته الاحترافية سنة 1970. كان أول سباق له هو جائزة إيطاليا الكبرى 1970. خاض خلال مسيرته 20 سباقاً.

## سباقات شارك فيها
- لو مان 24 ساعة
- بطولة العالم للسيارات الرياضية

## روابط خارجية
- ناني جالي على موقع Racing-Reference.info (الإنجليزية)
- ناني جالي على موقع DriverDB.com (الإنجليزية)